# Arsennaria
Arsennaria (łac. Diocesis Arsennaritanus) – stolica historycznej diecezji we Cesarstwie rzymskim w prowincji Mauretania Cezarensis, zlikwidowana w VII w. podczas ekspansji islamskiej, współcześnie w północnej Algierii. Obecnie katolickie biskupstwo tytularne. 

## Biskupi tytularni
| Lp. | Biskup                             | Funkcja                                       | Od               | Do               |
| --- | ---------------------------------- | --------------------------------------------- | ---------------- | ---------------- |
| 1   | Auguste Jauffrés                   | emerytowany biskup Tarentaise (Francja)       | 7 grudnia 1961   | 10 grudnia 1970  |
| 2   | Benedict Singh                     | biskup pomocniczy Georgetown (Gujana)         | 16 stycznia 1971 | 12 sierpnia 1972 |
| 3   | Nicolas Ravitarivao                | biskup pomocniczy Antananarivo (Madagaskar)   | 18 grudnia 1972  | 1 grudnia 1989   |
| 4   | José Alberto Rozo Gutiérrez        | wikariusz apostolski Puerto Gaitán (Kolumbia) | 22 grudnia 1999  | 24 maja 2018     |
| 5   | António Juliasse Ferreira Sandramo | biskup pomocniczy Maputo (Mozambik)           | 7 grudnia 2018   | 8 marca 2022     |
| 6   | Joseph Bùi Công Trác               | biskup pomocniczy Ho Chi Minh (Wietnam)       | 1 listopada 2022 |                  |